# Jon Campling
Jon Campling est un acteur britannique, mannequin et photographe né le 18 novembre 1966 à Hull et choisi pour jouer le rôle d'un mangemort dans Harry Potter et les Reliques de la Mort. Il est le modèle du roi Regis Lucis Caelum dans le jeu vidéo "Final Fantasy XV" et dans le film "Kingsglaive".
Il apparaît également dans divers clips musicaux. Il incarne un SDF vivant dans une caravane dans le clip de la chanson The Old & the Young du groupe Midlake.

## Filmographie
- 2002 : Lust & Amnesia (court-métrage) : Homme
- 2003 : Penetration Angst : sadique
- 2003 : A Little Harmless Murder (moyen-métrage) : Paul
- 2005 : The Word (court-métrage) : taoueur
- 2009 : Jonathan Creek (série TV) : Jacques Futrelle
- 2010 : Daily Grind :  The Accountant
- 2010 : Hard shoulder : Diggs
- 2010 et 2011 : Harry Potter et les Reliques de la Mort, partie 1 et 2 : un mangemort
- 2011 : L'Aigle de la Neuvième Légion (The Eagle) de Kevin Macdonald : un montagnard calédonien
- 2011 : Reverie : Père
- 2011 : Hotel Caledonia : Hell's Angel Biker
- 2013 : Zombie Massacre : Doug Mulligan
- 2016 : To Dream: Mr. Soso